# The Best of David Lee Roth
| Recensione | Giudizio |
| ---------- | -------- |
| AllMusic   | [ 1 ]    |

The Best è la prima raccolta del cantante statunitense David Lee Roth, pubblicata nel 1997. Questa contiene anche il brano inedito "Don't Piss Me Off".

## Tracce
1. Don't Piss Me Off (traccia inedita)
2. Yankee Rose
3. A Lil' Ain't Enough
4. Just Like Paradise
5. Big Train
6. Big Trouble
7. It's Showtime!
8. Hot Dog And A Shake
9. Skyscraper
10. Shyboy
11. She's My Machine
12. Stand Up
13. Tobacco Road
14. Easy Street
15. California Girls
16. Medley: Just a Gigolo/I Ain't Got Nobody
17. Sensible Shoes
18. Goin' Crazy!
19. Ladies Nite In Buffalo?"
20. Land's Edge